# Anuario Mexicano de Derecho Internacional
Anuario Mexicano de Derecho Internacional es una publicación científica del Instituto de Investigaciones Jurídicas de la Universidad Nacional Autónoma de México, fundada en 2001, la cual busca el análisis de los diversos problemas de carácter internacional en la actualidad. 
A través de la participación de juristas, tanto nacionales como extranjeros, aportan nuevas perspectivas y opiniones sobre los principales problemas y sucesos internacionales. El Anuario Mexicano de Derecho Internacional forma parte del Índice de Revistas Mexicanas de Investigación Científica y Tecnológica, que el Consejo Nacional de Ciencia y Tecnología, otorga a todas aquellas publicaciones que cumplen con el estándar marcado por su calidad y excelencia editorial.

## Director
Manuel Becerra Ramírez, es doctor en derecho internacional, investigador en el Instituto de Investigaciones Jurídicas de la Universidad Nacional Autónoma de México; Investigador Nacional Emérito del Sistema Nacional de Investigadores y de la Academia Mexicana de Ciencias. Profesor de Derecho Internacional Público en la Facultad de Derecho (Universidad Nacional Autónoma de México) (UNAM). Ha sido profesor visitante en las universidades de Emory, Atalnta; de California en los Ángeles; de La Habana; de Ottawa, Canadá y de Oxford. Director y fundador del Anuario Mexicano de Derecho Internacional, es autor de artículos y libros sobre derecho internacional público.